# Spitalskirche (Perchtoldsdorf)

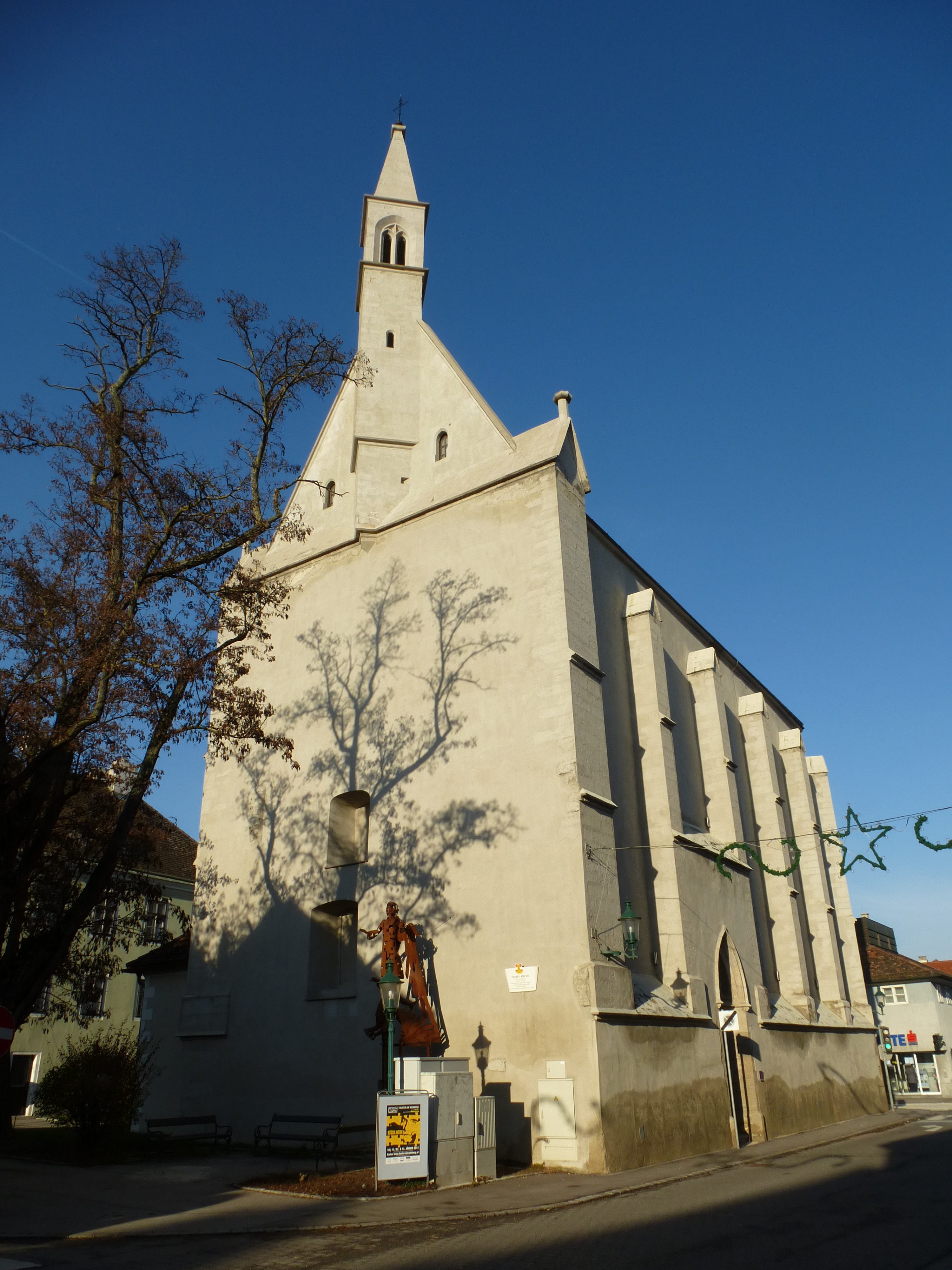
Spitalskirche Perchtoldsdorf

Die Spitalskirche Hl. Dreifaltigkeit ist die Kirche des ehemaligen Spitals in Perchtoldsdorf im niederösterreichischen Bezirk Mödling.
Das spätere Bürgerspital von Perchtoldsdorf ist eine karitative Stiftung der auf der Burg Perchtoldsdorf residierenden Witwe Herzog Albrechts III., der Herzogin Beatrix von Zollern, aus dem Jahre 1399. Das 1406 begonnene und 1419 auf das Patrozinium der heiligen Elisabeth geweihte Kirchengebäude, ein vierjochiger Saalbau mit 5/8-Schluss, bildete ursprünglich den östlichen Abschluss der (nicht erhaltenen) Spitalsbauten. Als Baumeister der Kirche wird 1406 der Steinmetz Peter von Perchtoldsdorf genannt. Die westliche Schildmauer, an die sich die Spitalsbauten anschlossen, wird von einem übereckgestellten Giebeldachreiter mit steinernem Pyramidenhelm bekrönt. Das Innere wird von einem Netzgewölbe mit teilweise kurvierter Rippenführung überdeckt. Im Westjoch ist eine ursprünglich von den Spitalsgebäuden erreichbare Empore über Mittelstütze eingezogen.
Bei der Türkenbelagerung Wiens 1529 wurden Spital und Kirche beschädigt, aber nach erfolgter Wiederherstellung 1587 neu geweiht. Das Spital wurde im Zuge des Josephinismus 1784 aufgehoben, die Kirche selbst profaniert und nach Wiederherstellung 1824 neu geweiht. Die jetzige neugotische Innenausstattung stammt aus der Zeit um 1900.
2007 wurde an der Westfassade der Spitalskirche die Skulptur „Engelssturz“ von Robert Colnago angebracht.